# Ясоварман II
Ясоварман II — індійський правитель (магараджа) Малави з династії Парамара.

## Життєпис
Син Наравармана. Спадкував владу 1134 року. Продовжив війну з державами Сакамбхарі (династія Чаухан) і Гуджара (династія Чаулук'я. Спочатку зміг сплюндрувати володіння останньої, діставшись до ворожої столиці. Але 1135 року зазнав поразки від Джаясімхи Чаулук'ї, втративши власну столицю — місто Дхар та значну частину володінь, потрапивши також у полон. Джаясімха прийняв титул володаря Аванті (старовинна назва Малави). Невдовзібув звільнений, зберігши засобою рештки володінь, але визнав зверхність Чаулук'я. Також вимушен був відмовитися від титулу магараджахіраджа (на кшталт імператора), взявши титул магараджа (цар). Помер 1142 року. Йому спадкував син Джаяварман I.